# Jelena Škerović
Jelena Škerović, née le 23 décembre 1980 à Podgorica, est une joueuse de basket-ball monténégrine.

## Biographie
Après avoir évolué sous le maillot de la Yougoslavie, lors du Championnat du monde 2002, puis de la Serbie-et-Monténégro, lors des qualifications et la phase finale du championnat d'Europe 2005 et la Serbie lors des qualifications, disputées en 2006, de l'édition 2007, elle évolue ensuite sous le maillot de la sélection du Monténégro, disputant sa première compétition internationale en 2009 avec les qualifications du  championnat d'Europe 2009. Elle est sans club en 2013-2014.
Après une saison à Polkowice de 5,9 points, 4,9 rebonds et 4,6 passes décisives en Euroligue et 5,8 points, 3,5 rebonds et 3,9 passes décisives en championnat avant de signer l'été 2014 pour le club turc promu d'As Osmaniye, où elle inscrit en moyenne 7,8 points, prend 3,4 rebonds et fait 3,6 passes décisives. Pour 2015-2016, elle rejoint le club polonais de Basket Gdynia.

## Équipe nationale
Lors des qualifications du championnat d'Europe 2015, elle marque 6,2 points, 4,7 rebonds et 4,3 passes décisives avec le Monténégro.

## Club
- 2001-2004 :  ŽKK Budućnost Podgorica
- 2004-2009 :  Wisła Cracovie
- 2009-2011 :  BK Brno
- 2011-2012 :  Spartak région de Moscou
- 2012-2013 :  USK Prague
- 2013-2014 :  CCC Polkowice
- 2014-2015 :  As Osmaniye
- 2015- :  Basket Gdynia

## Palmarès
- Championne de République tchèque 2013[6].